# Vluchtelement
Een vluchtelement in de turnsport is een onderdeel van een rekstokoefening (bij mannen) of een brugoefening (bij vrouwen) waarbij tijdens een korte periode geen contact is met het toestel. 
Een voorbeeld van een vluchtelement is de zogenaamde Kovacs-beweging. Dit is een beweging waarbij men in de opgaande beweging, vrijwel altijd uit een reuzenzwaai of soms uit een voorgaande Kovacs, de rekstok loslaat, en anderhalve salto over de rekstok heen maakt om vervolgens de rekstok weer vast te pakken met beide handen. Het heeft een D-waarde in de oude code; in de nieuwe code is het element 0,4 bonuspunt waard.
Een ander voorbeeld is de paksalto, waarbij de turnster de legger loslaat, in de vluchtfase een salto maakt en dan de andere legger weer beetpakt.
Vluchtelementen kunnen zeer riskante elementen zijn. Wanneer de timing, hoogte en/of afstand niet precies kloppen, kan de turner of turnster hard in contact komen met het toestel of juist het toestel volledig missen en op de grond terechtkomen. Zo verloor Sean Townsend  in 2001 dankzij een mislukte Kovacs-beweging zijn kansen op de Wereldkampioenschappen in Gent. 